# Marco Cellai
Marco Cellai, né le 5 mars 1944 à Florence, est un homme politique italien, membre du Mouvement social italien (MSI), puis de l'Alliance nationale (AN).

## Biographie
Il est conseiller communal de Florence de 1970 à 1999, député européen de 1988 à 1989, député de 1992 à 1994 et conseiller régional de Toscane de 2005 à 2010.